# Immuntoxikologie
Immuntoxikologie bezeichnet ein Fachgebiet der Toxikologie, das die Folgen von in der Regel niedermolekularen chemischen Substanzen auf das Immunsystem untersucht. Die Art der toxischen Wirkung einer bestimmten Substanz steht dabei im engen Zusammenhang mit den besonderen Eigenschaften des Immunsystems, insbesondere der Vielzahl an möglichen Zelltypen und deren Funktionen.

## Immuntoxische Wirkungen
Immuntoxische chemische Stoffe können entweder das Immunsystem beeinträchtigen, man spricht von Immunsuppression, oder zu einer fehlgerichteten Immunantwort, wie Allergie oder Autoimmunität, führen. Die jeweiligen zugrundeliegenden molekularen Vorgänge sind sehr unterschiedlich und hängen von der Substanz ab.

### Immunsuppressiv wirkende Substanzen
Manche Substanzen beeinträchtigen die Lebens- oder Teilungsfähigkeit von Immunzellen, verändern deren Entwicklung ("Differenzierung"), oder führen zu verminderter Funktion von Immunzellen, wie beispielsweise verringerter Produktion von Zytokinen. Alle Immunzellen, d. h. Granulozyten, Natürliche Killerzellen, T- und B-Lymphozyten, Stammzellen usw. können betroffen sein. Der exakte molekulare oder zelluläre Wirkmechanismus ist für die meisten Substanzen nicht bekannt. Das Auslösen von Immunsuppression kann therapeutisch notwendig und erwünscht sein, z. B. im Zusammenhang mit der Verhinderung der vom Immunsystem verursachten  Transplantatabstoßung, oder zur Behandlung von Allergien. Eine Reihe von Medikamenten existieren für diese Zwecke.

### Allergieauslösende immuntoxische Substanzen
Chemische Substanzen können mit zelleigenen Proteinstrukturen Verbindungen eingehen. Wenn diese Verbindungen auf die Oberfläche von Zellen gelangen, können sie eine spezifische T-Zellreaktion auslösen. Je nach Art der T-Zellreaktion können sich verschiedene allergische Reaktionen (die Sofortreaktion vom Typ I oder die verzögerte Reaktion vom Typ IV) entwickeln. Beispiele für diese Art immuntoxischer Substanzen sind Urushiole, Inhaltsstoffe u. a. des amerikanischen Giftefeus, Penicillin, oder Nickelsalze. Das allergische Kontaktekzem beim Menschen beruht auf diesem Mechanismus.

### Autoimmun wirkende immuntoxische Substanzen
Das Immunsystem kann sich prinzipiell auch gegen Proteine des eigenen Körpers richten, in diesem Fall spricht man von Autoimmunität. Eine Reihe immunologischer Mechanismen stellt sicher, dass normalerweise Autoimmunität verhindert wird. So werden T-Zellen, deren spezifische Rezeptoren gegen körpereigene Proteine gerichtet sind, sofort nach Entstehung im Thymus eliminiert. Darüber hinaus gibt es im Immunsystem auch regulatorische T-Zellen, die Immunantworten unterdrücken können. Ein weiterer Mechanismus der immunologischen Toleranz ist die mangelnde Zugänglichkeit von Autoantigenen. So werden T-Zellen z. B. daran gehindert, ins Gehirn oder Auge zu gelangen, und können daher dort keine gewebezerstörerischen entzündlichen Vorgänge antreiben. Chemische Substanzen können diese schützenden Mechanismen stören oder aufheben (Immunologen nennen dies auch Durchbrechung der Toleranz gegenüber Selbst), so dass sich eine Immunantwort entwickelt. Eine Reihe von Medikamenten kann zu allergischen oder autoimmunen, unerwünschten Immunreaktionen führen. Bekannt ist der Arzneimittelinduzierte Systemische Lupus erythematodes.

## Bekannte Substanzen mit immuntoxischer Wirkung
- Benzol
- Organozinnverbindungen
- Dioxine
- Procainamid
- Bleiverbindungen
- diverse Pestizide
- DDT
- Arsen
- p-Phenylendiamin

## Testen immuntoxischer Wirkungen
Die Weltgesundheitsorganisation WHO schätzt, dass es derzeit etwa 100,000 Chemikalien auf dem Markt gibt. Die Mehrzahl ist nicht auf ihr immuntoxisches Potential getestet. Nationale und übernationale (z. B. der Europäischen Union) Regeln schreiben immuntoxikologische Tests von Chemikalien vor, die kommerziell vertrieben werden, insbesondere im kosmetischen und medizinischen Bereich. Die sogenannte REACH-Verordnung der EU verbietet Tierversuche für kosmetische Produkte seit 2007.
Das Testen von Chemikalien auf ihr immuntoxisches Potential erfolgt schrittweise, indem ausgehend von theoretischen Erwägungen und einer "Weight of Evidence" Analyse, in einem ersten Schritt Tests wie Veränderungen im Blutbild, pathologische Organveränderungen, klinische Chemie erfasst werden. Weitere Immuntests wie Beeinträchtigungen von Zellfunktionen in vitro oder Immundefekte in vivo (Tierversuche) können folgen. Für die Zulassung von Medikamenten und für z. B. kosmetische Produkte existieren entsprechende Testvorschriften.

### Relevante Richtlinien
- OECD-Richtlinien zur Prüfung von Chemikalien, hier insbesondere Richtlinien 406, 407, 429.
- Environmental Protection Agency Guidelines PPPTS 870.2600 und OPPTS 870.7800
- EMEA (Europäische Arzneimittel-Agentur) 1042/99 (repeated dose toxicity),[1] 2145/00 (non-clinical local tolerance testing),[2] 398/01[3] (Photallergy testing), 14327/2006 (biotechnology-derived therapeutic proteins)[4]
- FDA (Food and Drug Administration): Guidance for Industry: Immunotoxicology evlatuation of investigational new drugs[5]
- ICH  (International Council for Harmonisation of Technical Requirements for Pharmaceuticals for Human Use) Richtlinien S6 (Vorklinische Sicherheitsabschätzung für Biologics, revised 2009), S8 (Immuntoxikologische Studien für Medikamente EMEA/CHMP1 67235/2004), S10 (Richtlinien für Fototoxizität 2014)